# Apparatchik
Apparatchik (APPAЯATCHIK, от русского «аппаратчик») — американский фэнзин научной фантастики, выходивший в 1996—1997. Журнал был создан Эндрю Хупером, Карлом Хуаресом и Виктором Гонсалесом и в 1996 году был номинирован на Hugo Award for Best Fanzine. Последний, 80-й, выпуск вышел 20 июня 1997.